# Awto Jekaterynburg
Awto Jekaterynburg (ros. Авто Екатеринбург) – rosyjski klub hokeja na lodzie juniorów z siedzibą w Jekaterynburgu.

## Historia
- Awtomobilist 2 Jekaterynburg (-2009)
- Awto Jekaterynburg (2009-)

Od 2009 drużyna występuje w rozgrywkach juniorskich MHL.
Zespół działa w strukturze klubu Awtomobilist Jekaterynburg z seniorskich rozgrywek KHL.

## Sukcesy
- Finał o Puchar Charłamowa: 2019
- Srebrny medal MHL: 2019
- Pierwsze miejsce w Dywizji Srebrnej (Wschód) w sezonie zasadniczym MHL: 2023

## Szkoleniowcy
- Leonid Griaznow (2010-2011)[3]
- Władimir Szczegłow (2011-2012)[4]
- Jewgienij Muchin (2013-2014)[5]
- Władisław Otmachow (2014-2016)[6][7]
- Wiener Safin (2016-2017)[8][9]
- Witaj Sołowjow (2017-2020)[10][11][12]
- Władisław Otmachow (2020-)[13]
- Aleksiej Simakow (2022-)[14]